# Sapajus libidinosus
Sapajus libidinosus (syn. Cebus libidinosus) är en primat i gruppen kapuciner som förekommer i Brasilien.
Arten hittas i Brasiliens centrala och nordöstra delar söder om Amazonområdet. Den lever i landskapen Cerradon och Caatinga som kännetecknas av öppna lövfällande skogar, av savanner med flera buskar och av galleriskogar.
Sapajus libidinosus är allätare och har bland annat frukter, nötter, ryggradslösa djur samt ungdjur från ryggradsdjur som föda. I flera studier publicerades att dessa kapuciner använder stenar för att krossa nötternas skal. Nötterna placeras innan på en statisk grund.
En flock består av 6 till 20 individer och vanligen finns fler honor än hannar. De etablerar en hierarki. En studie från 2017 upptäckte att brunstiga honor kastar stenar och kvistar mot hannarna för att få deras uppmärksamhet.
Djuret jagas och flera exemplar fångas för att hålla som sällskapsdjur. Allmänt är populationen och utbredningsområdet stora. IUCN listar Sapajus libidinosus därför som livskraftig (LC).